# Manfred Beckmann
Manfred Beckmann (ur. 4 czerwca 1957 w Waldkirch) – niemiecki szpadzista reprezentujący RFN, srebrny medalista mistrzostw świata.
W 1977 roku zdobył srebrny medal w turnieju indywidualnym szpadzistów podczas mistrzostw świata juniorów.
Wystartował na mistrzostwach świata w Melbourne w 1979 roku, gdzie reprezentanci RFN w składzie: Alexander Pusch, Manfred Beckmann, Elmar Borrmann, Christian Adrians i Hanns Jana zdobyli srebrny medal w szpadzie drużynowej. Był to jedyny medal Beckmanna wywalczony w zawodach tego cyklu.
Nigdy nie wziął udziału w igrzyskach olimpijskich.